# Eucrassatella speciosa
Eucrassatella speciosa är en musselart som först beskrevs av Arthur Adams 1852.  Eucrassatella speciosa ingår i släktet Eucrassatella och familjen Crassatellidae. Inga underarter finns listade i Catalogue of Life.